# Jask-2
Le Jask-2 est un missile de croisière iranien lancé par un sous-marin, développé à partir du missile antinavire iranien Nasr-1,. Il est conçu pour être tiré à partir des sous-marins de poche de la classe Ghadir et il peut également être lancé par les sous-marins de la classe Fateh.

## Historique
Selon certaines sources, le missile a été présenté pour la première fois comme maquette dans une exposition par des étudiants de l’Université navale Imam Khomeiny de Noshahr en septembre 2012. En mai 2017, les Iraniens auraient essayé le missile de croisière Jask-2 pour la première fois, mais les essais ont échoué,. Le 25 février 2019, les Iraniens ont testé avec succès le missile dans le cadre des manœuvres Velayat 97 et ont publié une séquence montrant le missile tiré depuis un sous-marin de classe Ghadir,,. L’Iran a également modifié les sous-marins de classe Fateh afin qu’ils puissent également lancer des missiles de croisière. Le 11 septembre 2020, un responsable de la marine a annoncé que les missiles de croisière Jask-2 entraient en production de masse,,. Hossein Khanzadi a également déclaré que l’Iran souhaitait étendre la portée du missile Jask-2 et que des travaux étaient en cours sur le missile Jask-3,,.

## Caractéristiques
On suppose que le missile est encapsulé dans une torpille, avec sa propre propulsion marine qui lui permet de sortir du tube lance-torpilles d’un sous-marin d’une manière différente de celle des missiles conventionnels. 
Le poids léger, la taille et la flottabilité négative du missile lui permettent de le faire, ce qui rend le missile quelque peu unique, en regard d'autres missiles de croisière lancés par sous-marin. Le missile se sépare de la torpille lorsqu'il quitte la mer. Il possède une portée limitée à dix-neuf milles marins (35 km), pour une longueur de plus de trois mètres.

### Autres missiles anti-navires iraniens
- Hormuz
- Khalij Fars
- Qader
- Nasr-e Basir
- Ghadir

### Autres SLCM
- Babur
- P-700 Granit
- 3M-54 Kalibr